# Lustrochernes minor
Lustrochernes minor är en spindeldjursart som beskrevs av Chamberlin 1938. Lustrochernes minor ingår i släktet Lustrochernes och familjen blindklokrypare. Inga underarter finns listade i Catalogue of Life.